# Acanthodelta indistincta
Acanthodelta indistincta là một loài bướm đêm trong họ Noctuidae.